# Adolph Sierich
Adolph Sierich també éscrit Adolf (Hamburg, 26 d'abril del 1826 a Hamburg, mort el 7 de maig del 1889 a Winterhude) va ser un orfebre i latifundari alemany. Es va fer ric per l'especulació immobiliària.
El seu pare Johann va comprar uns dels set masos de Winterhude, aleshores un poble rural. Per l'exitosa especulació immobiliària pel seu fill Adolph que va urbanitzar el mas, aquest mas va esdevenir l'inici d'un gran patrimoni. Com que es tractava de prats húmids, prop de l'Alster, va crear una xarxa de canals (Uhlenhorster Kanal, Mühlenkampkanal, Leinpfadkanal i molts altres) per desguassar i utilitzar la terra per alçar les parcel·les. El 1860 el govern d'Hamburg va suprimir el peatge i el tancament de les portes de la ciutat, una cosa que el veïns ja demanaven des d'anys, farts d'aquest impost i obstacle a la llibre circulació. Això va augmentar l'atractivitat i el valor de les terres tot just fora de les muralles i Sierich va profitar aquesta oportunitat. Les famílies benestants van fugir la ciutat amb els seus carrers estrets i sorrol permanent i van fer construir vil·les opulents al mig del verd, moltes amb l'encant d'un accés directe a l'aigua. Això va ver la fortuna de Sierich. Tenia la seva caça privada d'uns treinta hectàrees que els hereus el 1902 van vendre a la ciutat, que va integra'ls al Stadtpark, el parc major de la ciutat.
El carrer Sierichstrasse i una estació de la línia U2 porten el seu nom, i Sierich va donar noms dels seus parents a tota una sèrie de carrers d'aquest barri, com el carrer Maria-Louisen-Strasse, que porta el nom de la seva primera esposa, igual com els carrers Agnes-, Willi-, Dorotheen- i Clärchenstrasse. La Sierichstrasse és coneguda al món com una de les rares carrers a sentit únic que canvia dues vegades per dia de direcció.